# Aldo Ajello
Aldo Ajello (Palermo, 15 gennaio 1936) è un politico e diplomatico italiano.
È stato eletto prima al Senato e poi alla Camera dei Deputati. In seguito, si è trasferito alle Nazioni Unite con la qualifica di Assistant Secretary General e Direttore dell'Ufficio europeo dell'United Nations Development Program a Ginevra. Successivamente è stato nominato Undersecretary General e ha diretto l'operazione di peacekeeping in Mozambico (ONUMOZ), guidando con successo l'implementazione dell'Accordo di Pace, e la realizzazione delle prime elezioni democratiche multipartitiche. 
Ajello ha concluso la sua carriera politica e diplomatica nel quadro della Politica Estera e Sicurezza Comune dell'Unione Europea nella regione dei Grandi Laghi Africani.

## Biografia

### I primi anni
Aldo Ajello è nato a Palermo il 15 gennaio 1936. Ha ottenuto la laurea in Giurisprudenza presso l'Università degli Studi di Palermo.

### Giornalismo
Ajello è entrato a far parte dello staff dell'Inter Press Service nel 1960 come giornalista per l’Adnkronos.

### Carriera politica
Nel 1964 Ajello è entrato a far parte del Partito Socialista Italiano. È stato Responsabile degli Affari Esteri, membro del Comitato Centrale e successivamente della Direzione del Partito. È stato anche Capo dell’Ufficio Stampa del Ministro dei Trasporti, quindi Capo della Segreteria del Vicepresidente del Consiglio dei Ministri.
Nel 1976 Ajello è stato eletto al Senato italiano, dove ha fatto parte della Commissione Affari Esteri. È stato anche nominato al Parlamento Europeo a Bruxelles, dove è stato Presidente della Commissione per l'Ambiente e la Tutela dei Consumatori.
Nel giugno del 1979 Ajello è stato eletto alla Camera dei Deputati. Nel corso del suo mandato, ha prestato servizio nella Commissione per gli Affari Esteri, ed è stato membro dell'Assemblea Parlamentare del Consiglio d'Europa (PACE), dell'Assemblea dell'Unione Europea Occidentale (WEU) e dell'Unione Interparlamentare (IPU).

### Carriera diplomatica
Nel 1982 Ajello ha abbandonato la politica attiva, ed è stato nominato Assistant Secretary-General e Direttore dell'Ufficio Europeo dell’United Nations Development Program (UNDP) a Ginevra. Quattro anni dopo si è trasferito alla sede dell'UNDP a New York, dove ha ricoperto il ruolo di Direttore delle Relazioni Esterne.
Nel 1992, Ajello è stato nominato Undersecretary General e Rappresentante Speciale del Segretario Generale delle Nazioni Unite per guidare l'operazione di peacekeeping in Mozambico. Questa operazione ha concluso una guerra civile, durata circa sedici anni, tra il governo del Mozambico e le forze ribelli della RENAMO. Ajello ha diretto l’implementazione dell’Accordo di Pace, firmato a Roma dopo due anni di negoziati con la mediazione del governo italiano e la supervisione delle Nazioni Unite. Sotto la sua guida, il processo di pace si è concluso con elezioni pacifiche e democratiche i cui risultati sono stati accettati da entrambe le parti.
Dopo aver completato la missione in Mozambico, Ajello ha assunto la carica di Consigliere del Segretario Generale delle Nazioni Unite per Incarichi Speciali di Diplomazia Preventiva e iniziative di Peacekeeping.
Dal 1996 al 2007 Ajello è stato incaricato come Rappresentante Speciale per la Regione dei Grandi Laghi Africani nell’ambito della Politica Estera e di Sicurezza Comune dell’Unione Europea (UE). In questa capacità, Ajello si è adoperato per coordinare (nella misura del possibile) le politiche dei paesi membri dell’UE, unificando le diverse posizioni dei paesi membri nei confronti della regione dei Grandi Laghi Africani, con lo scopo di assicurare una pace duratura nella regione. I paesi direttamente coperti dal suo mandato erano: la Repubblica Democratica del Congo, Ruanda e Burundi. Altri paesi coinvolti per rendere l’iniziativa di pace durevole erano: Kenya, Uganda, Tanzania, Zimbabwe, South Africa, Angola e Gabon. 

## Onorificenze
Nel 1995 Ajello è stato insignito della “Grã-cruz da Ordem do Infante Dom Henrique” dal Presidente della Repubblica del Portogallo Mario Soares.
Nel 2007 è stato insignito dell’onorificenza di “Grand Officier de l’Ordre de Leopold II” da Sua Maestà il Re Alberto II del Belgio.
Nel 2014 è stato nominato Cittadino Onorario della Repubblica del Mozambico dal Presidente Armando Emilio Guebuza.

## Pubblicazioni
- Aldo Ajello and Pierre-Olivier Richard: Aldo Ajello, cavalier de la paix: quelle politique européenne commune pour l'Afrique? Bruxelles: GRIP, 2000.

- Aldo Ajello: Brasiers d'Afrique mémoires d'un émissaire pour la paix. Paris: L'Harmattan, 2010.

- Aldo Ajello: «La République Démocratique du Congo» in Jean-Pierre Vettovaglia, Jean du Bois de Gaudusson, and Abdou Diouf, eds. Déterminants des conflits et nouvelles formes de prévention. Bruxelles: Bruylant, 2013, vol. 3, pp. 466-484.